# Cybinka
Cybinkaⓘ (em alemão: Ziebingen, baixo sorábio Zebinki) é um município no oeste da Polônia. Pertence à voivodia da Lubúsquia, no condado de Słubice. É a sede da comuna urbano-rural de Cybinka. Entre 1975 e 1998, a cidade era administrativamente parte da voivodia de Zielona Góra.
Historicamente, Cybinka fica na parte ocidental da antiga Terra da Lubúsquia, dentro da qual está localizada na região conhecida como Terra de Torzym.
Estende-se por uma área de 5,3 km², com 2 704 habitantes, segundo o censo de 31 de dezembro de 2021, com uma densidade populacional de 510,2 hab./km².

## História
Mencionado como vilarejo no século XV (1472), com o nome de Ziebingen, pertenceu à ordem dos joanitas de Łagów do século XVI ao início do século XIX. Em 1802, foi comprada por Wilhelm von Finckenstein, presidente da Regência de Frankfurt, que construiu um palácio classicista no local e estabeleceu um parque com um traçado regular, transformado em um parque paisagístico em meados do século. Em 1845, o domínio real prussiano comprou Cybinka, de modo que, 12 anos depois, ela foi revertida para os Finckensteins, que viveram aqui até 1945.
No período anterior à guerra, havia uma mina de lignito no local e, no início do século XX, foi construída a linha ferroviária para Kunowice. As tropas alemãs foram expulsas da cidade em 2 e 3 de fevereiro de 1945 pelas tropas do Primeiro Exército Blindado de Guardas e do 33.º Exército da Primeira Frente Ucraniana. Em 1945, depois que Cybinka foi tomada pela administração polonesa, a cidade recebeu os direitos de cidade.
É uma das cidades mais jovens da histórica região da Lubúsquia. Em maio de 1945, o 32.º Regimento de Infantaria Bautzen do Exército polonês estava estacionado na cidade e, mais tarde, o quartel-general do 8.º Comando da Seção Cybinka do Exército de Proteção de Fronteiras estava estacionado aqui. Desde 1996, a cidade é a sede da Comissão Florestal de Cybinka.

## Monumentos históricos

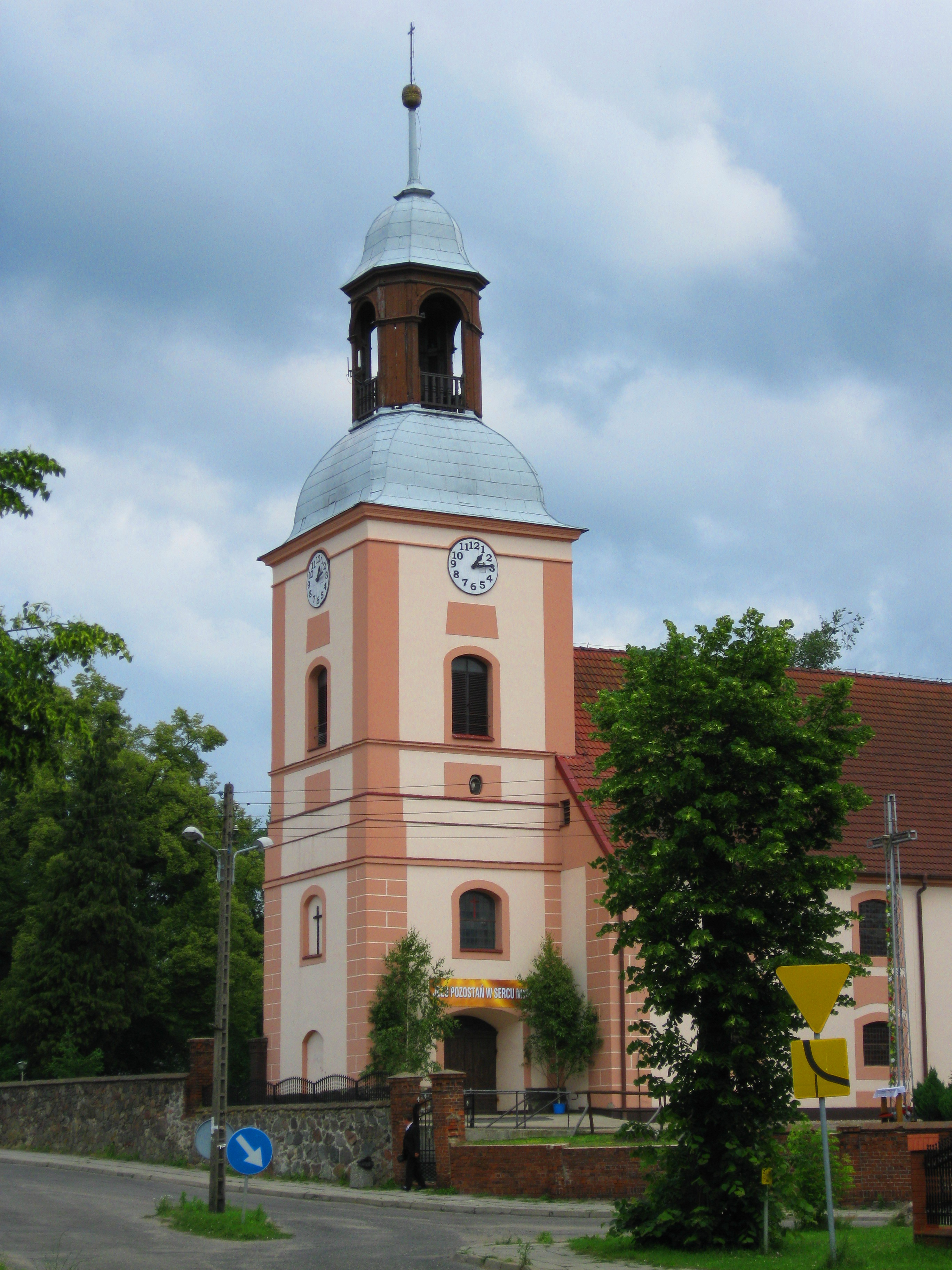
Igreja de Nossa Senhora de Częstochowa

O registro provincial de monumentos inclui:
- Igreja evangélica,[8] atual igreja paroquial católica romana dedicada a Nossa Senhora de Częstochowa, classicista, 1784, 1866.
- Parque do palácio, do século XVIII — século XIX, início do século XX:
  - Parte de um anexo no parque
  - Cerca com portão do parque
  - Cemitério de soldados soviéticos
- Cemitério judeu[9]
- Segundo cemitério de soldados soviéticos[10]
- Complexo de moinhos do início do século XX

## Economia
Em Cybinka, 220 pessoas trabalham por 1.000 habitantes. Esse número é menor do que o valor da região da voivodia da Lubúsquia e significativamente menor do que o valor da Polônia. 52,5% de todas as pessoas empregadas no total são mulheres e 47,5% são homens. O desemprego registrado em Cybinka em 2021 foi de 3,9% (5,2% entre as mulheres e 2,9% entre os homens). Isso é significativamente menor do que a taxa de desemprego registrada na voivodia da Lubúsquia e significativamente menor do que a taxa de desemprego registrada na Polônia na totalidade.
Em 2021, o salário médio mensal bruto em Cybinka era de 4.733,20 PLN, correspondendo a 78,90% do salário médio mensal bruto na Polônia. Entre os residentes economicamente ativos de Cybinka, 238 pessoas vão trabalhar em outras cidades e 252 pessoas vêm trabalhar de fora do município — portanto, o saldo de chegadas e partidas para o trabalho é de 14.
12,0% dos residentes economicamente ativos de Cybinka trabalham no setor agrícola (agricultura, silvicultura, caça e pesca), 22,0% na indústria e construção, 40,2% no setor de serviços (comércio, conserto de veículos, transporte, hospedagem e alimentação, informação e comunicação) e 2,0% trabalham no setor financeiro (atividades financeiras e de seguros, serviços imobiliários).

## Educação
Seiscentos e um habitantes de Cybinka estão na idade de educação potencial (3-24 anos) (incluindo 271 mulheres e 330 homens). Segundo o Censo Nacional de 2011, 12,7% da população têm diploma universitário, 2,5% têm educação pós-secundária, 12,2% têm educação secundária geral e 18,4% têm educação profissional secundária. 24,3% dos residentes de Cybinka têm educação profissional básica, 5,8% têm educação secundária inferior e 22,1% concluíram a educação primária. 2,0% dos residentes abandonaram os estudos antes de concluir o ensino fundamental. Em comparação com a voivodia da Lubúsquia na totalidade, os habitantes de Cybinka têm um nível de escolaridade um pouco mais baixo. Entre as mulheres que vivem em Cybinka, a maior porcentagem concluiu o ensino fundamental (23,4%) e o ensino médio profissionalizante (17,8%). Os homens são mais propensos a ter educação profissional básica (31,0%) e educação primária completa (20,8%).
Em 2021, havia 2 jardins de infância em Cybinka, com 146 crianças (71 meninas e 75 meninos) frequentando 8 salas de aula. Havia 0 vagas disponíveis. Em comparação, em 2008 havia 1 jardim de infância em Cybinka, com 94 crianças (43 meninas e 51 meninos) frequentando 4 salas. Havia 100 vagas disponíveis. 17,1% dos habitantes de Cybinka na idade de educação potencial (3-24 anos) se enquadram na faixa de 3-6 anos — educação pré-escolar (15,1% entre as meninas e 18,8% entre os meninos). Para cada 1.000 crianças em idade pré-escolar, 1.466 frequentam estabelecimentos de educação pré-escolar. Havia 0,44 crianças pré-escolares por vaga em estabelecimentos de educação pré-escolar em 2018.
Há uma escola primária com 355 alunos (162 do sexo feminino e 193 do sexo masculino) em 17 salas. Em comparação, em 2008, Cybinka tinha 1 escola primária com 344 alunos (158 do sexo feminino e 186 do sexo masculino) em 14 salas. Na faixa etária de 3 a 24 anos, 25,3% da população é educada no nível primário (7 a 12 anos) (23,6% entre as meninas e 26,7% entre os meninos). Há 20,9 alunos por distrito nas escolas primárias.
Na faixa etária de 3 a 24 anos, 18,6% da população estudou no nível secundário superior (16 a 18 anos) (19,9% entre as meninas e 17,6% entre os meninos). Na faixa etária correspondente ao ensino superior (19 a 24 anos), há 27,1% dos habitantes de Cybinka em idade de educação potencial (27,7% entre as mulheres e 26,7% entre os homens).

## Demografia
Conforme os dados do Escritório Central de Estatística da Polônia (GUS) de 31 de dezembro de 2022, Cybinka é uma cidade muito pequena com uma população de 2 674 habitantes (36.º lugar na voivodia da Lubúsquia e 775.º na Polônia), tem uma área de 5,29 km² (35.º lugar na voivodia da Lubúsquia e 812.º lugar na Polônia) e uma densidade populacional de 505,48 hab./km² (30.º lugar na voivodia da Lubúsquia e 593.º lugar na Polônia). Nos anos 2002–2021, o número de habitantes aumentou 2,4%.
Os habitantes de Cybinka constituem cerca de 5,74% da população do condado de Słubice, constituindo 0,27% da população da voivodia da Lubúsquia.
| Descrição                         | Total      | Total    | Mulheres   | Mulheres | Homens     | Homens   |
| --------------------------------- | ---------- | -------- | ---------- | -------- | ---------- | -------- |
| unidade                           | habitantes | %        | habitantes | %        | habitantes | %        |
| população                         | 2 674      | 100      | 1 339      | 50,1     | 1 335      | 49,9     |
| superfície                        | 5,29 km²   | 5,29 km² | 5,29 km²   | 5,29 km² | 5,29 km²   | 5,29 km² |
| densidade populacional (hab./km²) | 505,48     | 505,48   | 253,25     | 253,25   | 252,23     | 252,23   |

## Transportes

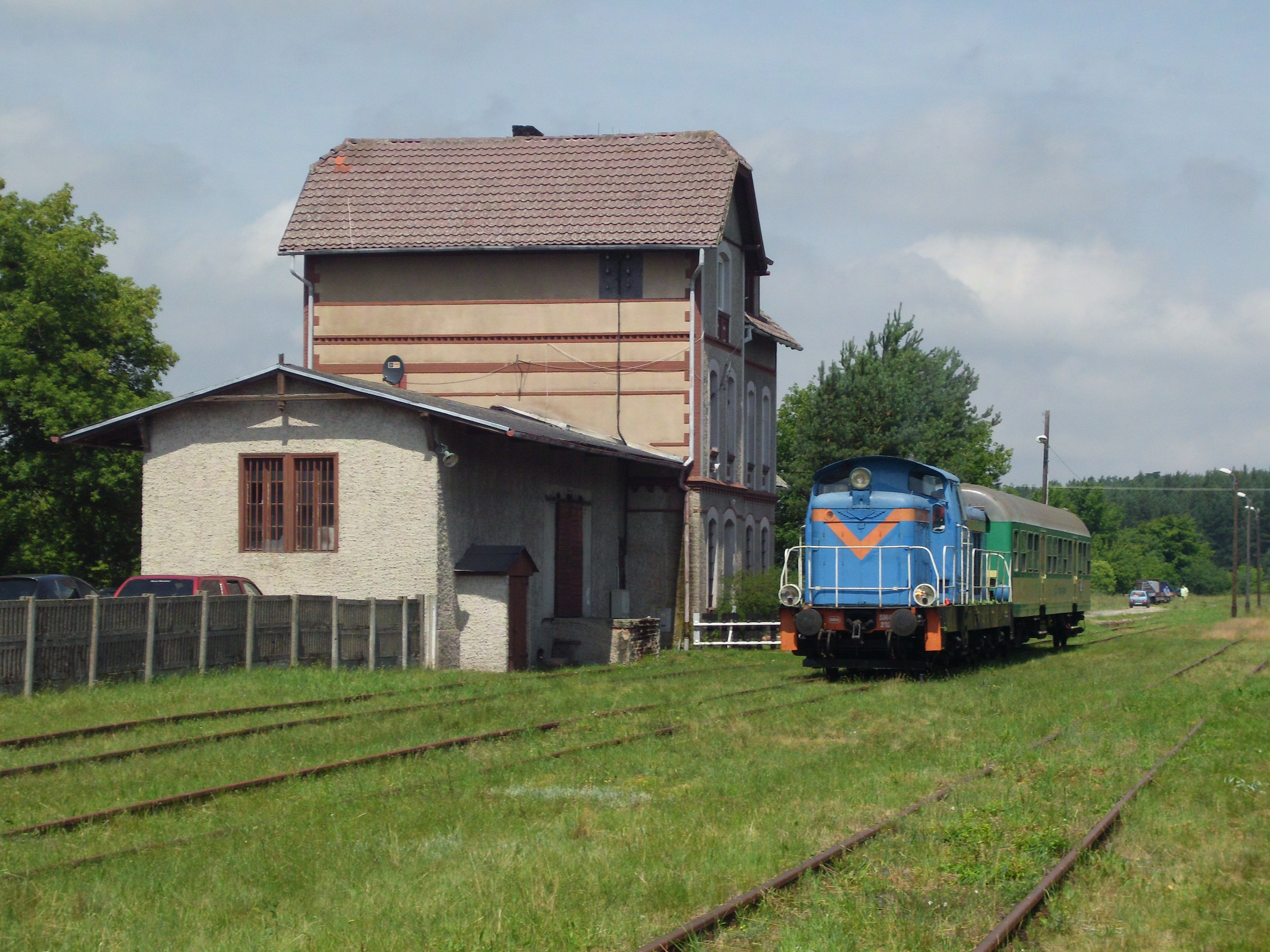
Estação ferroviária

### Transporte rodoviário
A cidade está localizada a aproximadamente 20 km a sudeste de Słubice, na estrada nacional n.º 29 Słubice — Krosno Odrzańskie — Zielona Góra.

### Transporte ferroviário
Há uma estação ferroviária desativada em Cybinka, localizada na linha ferroviária desativada n.º 386 que liga Kunowice a Cybinka.

## Comunidades religiosas
- Igreja Católica de Rito Latino:
  - Paróquia de Nossa Senhora de Częstochowa[16]
- Testemunhas de Jeová:
  - Igreja em Cybinka (Salão do Reino, rua Radomicko, 26)

## Esportes e recreação
Em Cybinka, há um ginásio esportivo equipado com campos centrais, campos de treinamento e arquibancadas dobráveis. Há também um Estádio Municipal com capacidade para 600 lugares (dos quais 350 são sentados), juntamente com um campo de treinamento.
O Clube Esportivo Municipal “Syrena” Cybinka, fundado em 1949 e reativado em 2016, atualmente jogando na Liga B, está sediado aqui. As cores características da equipe são: verde, preto e branco.

## Galeria

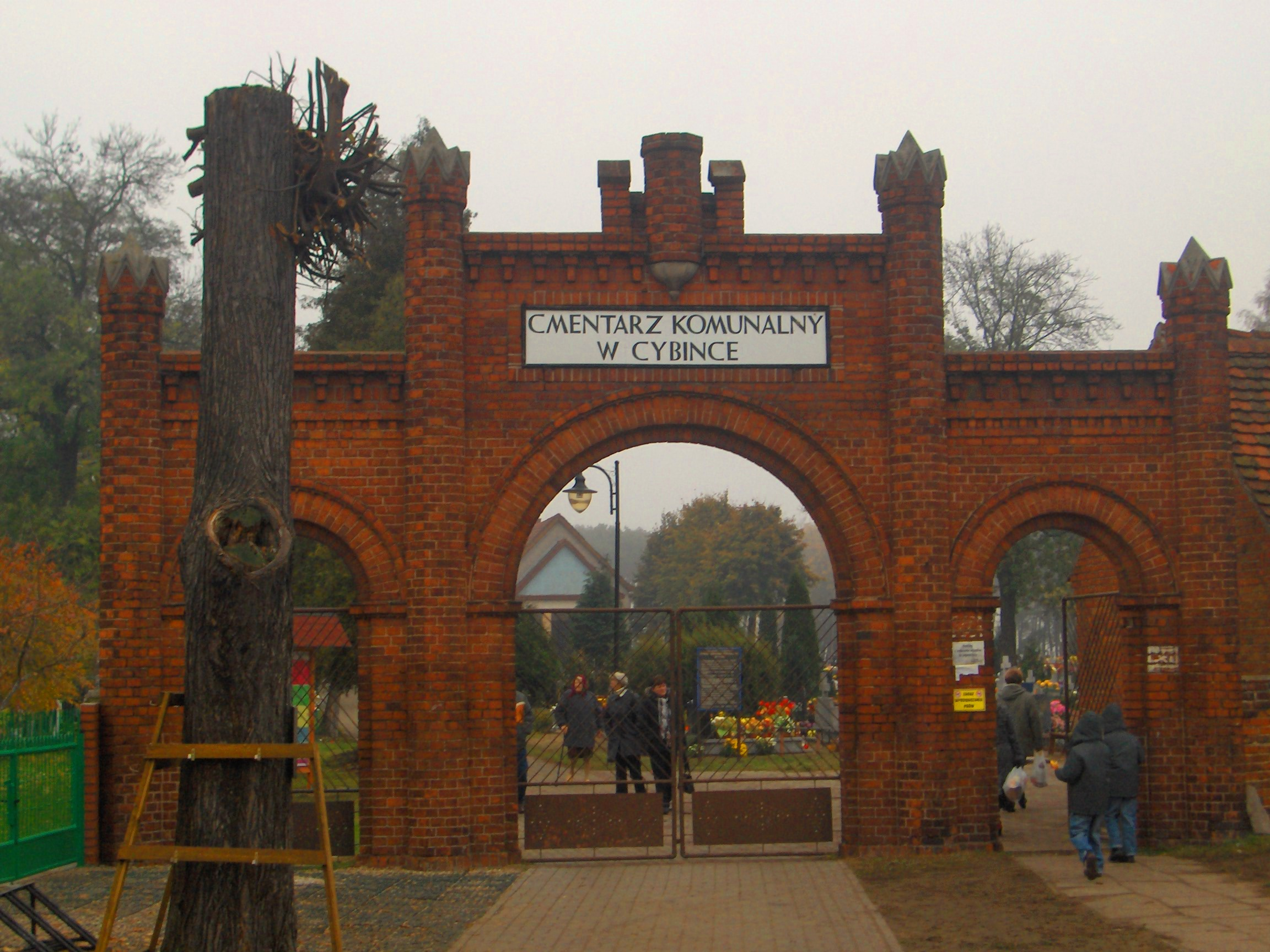
Cemitério municipal em Cybinka
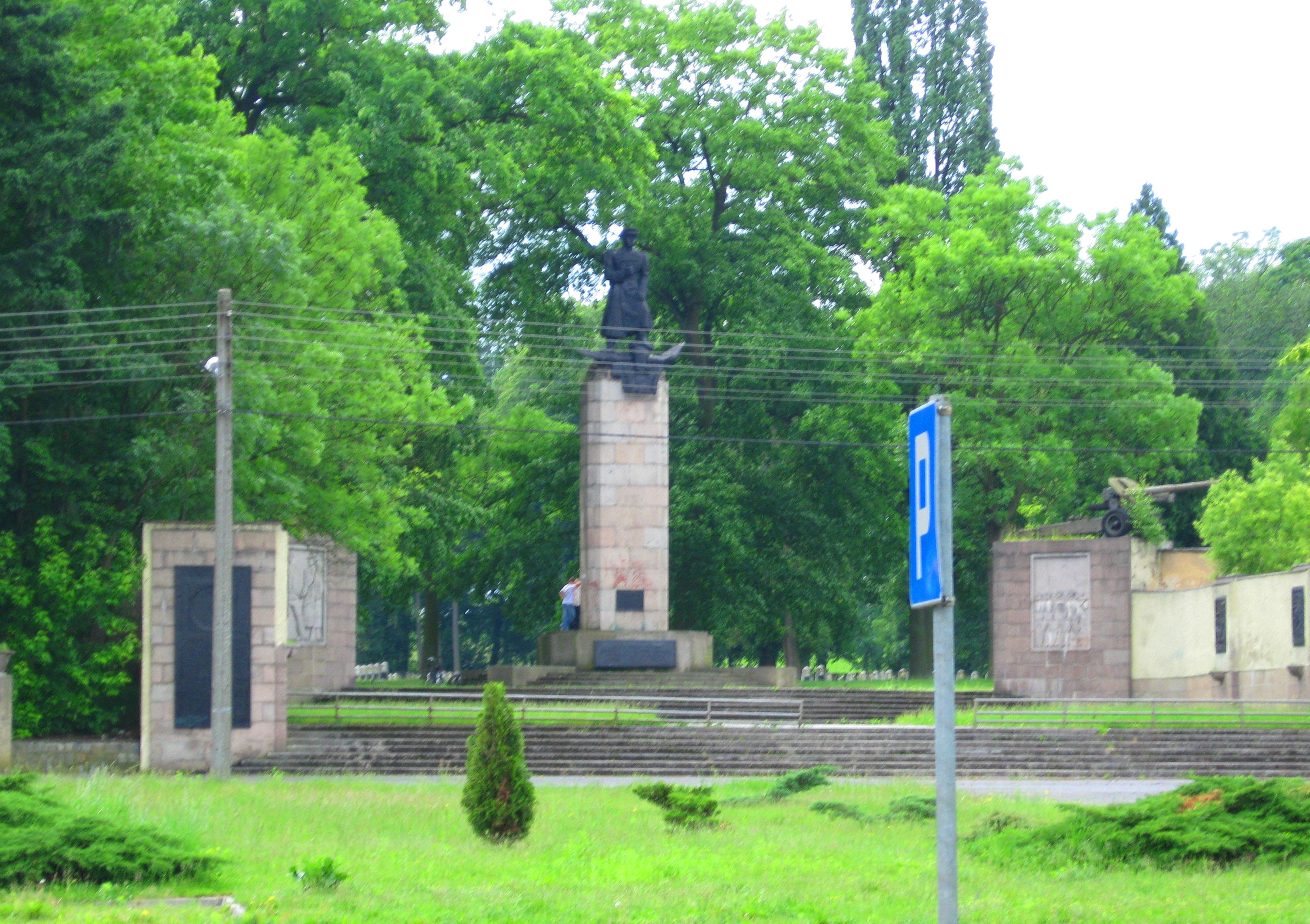
Cemitério de soldados soviéticos na rua Lwowska
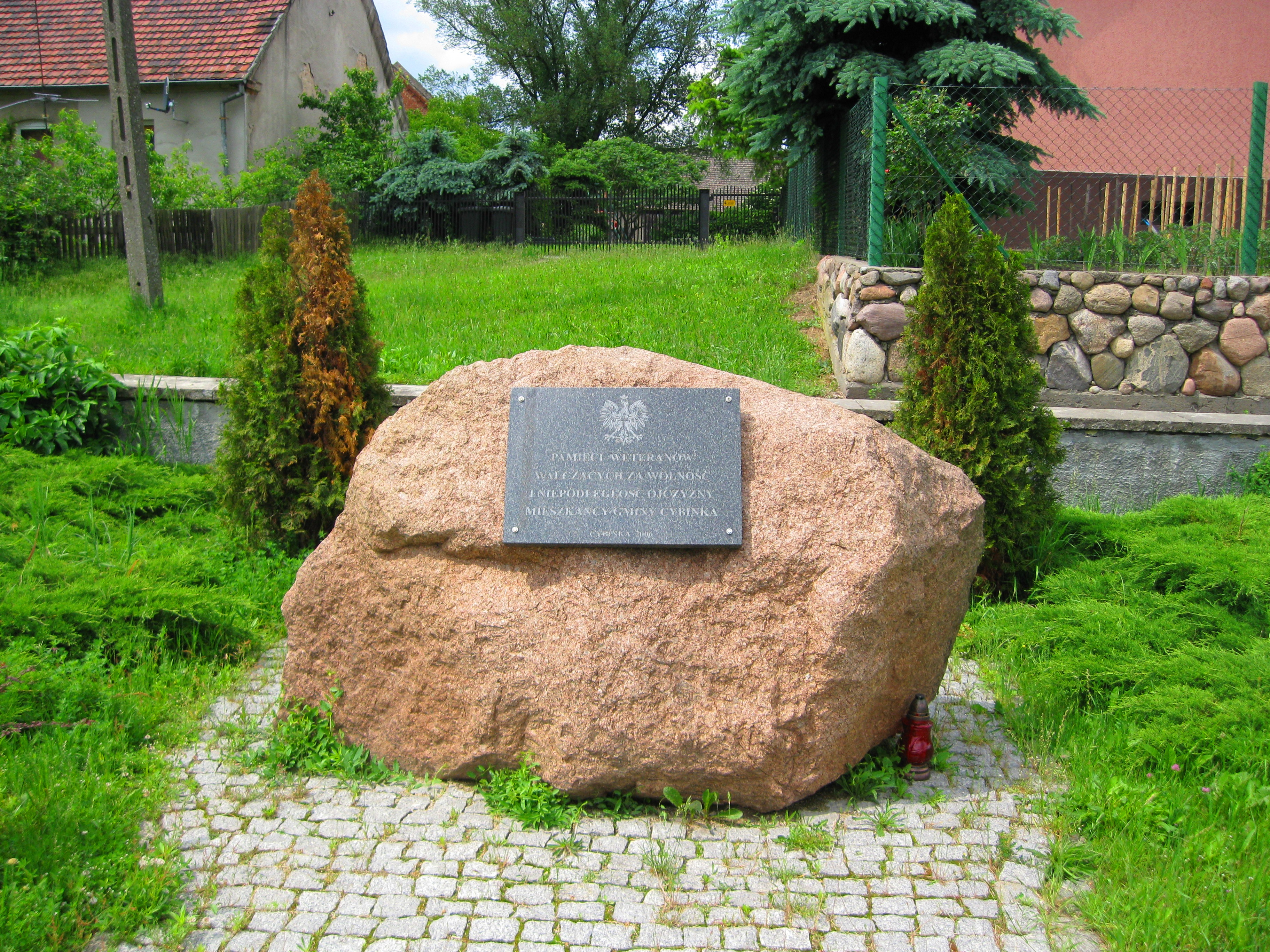
Pedra comemorativa
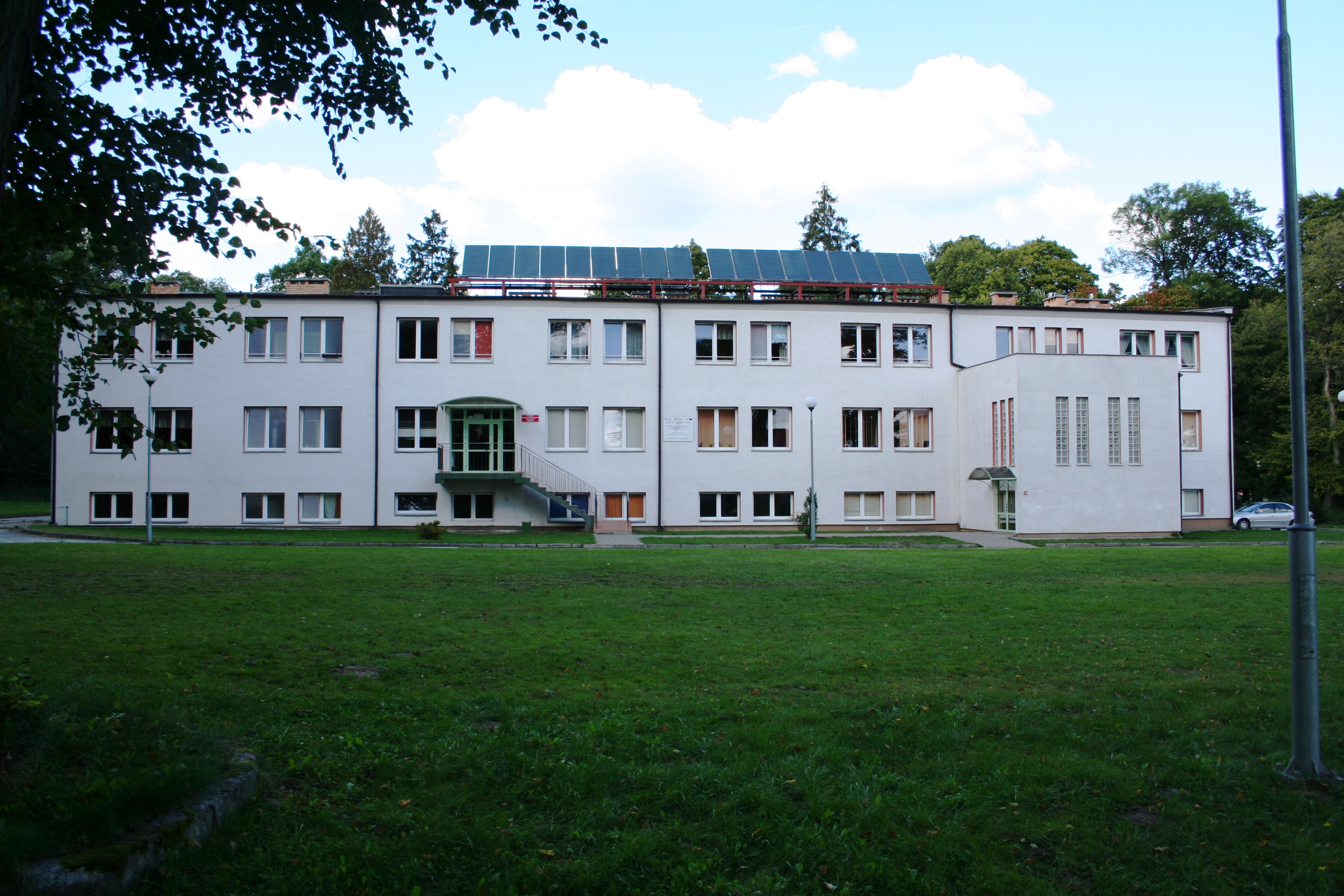
Antigo prédio do corpo de bombeiros
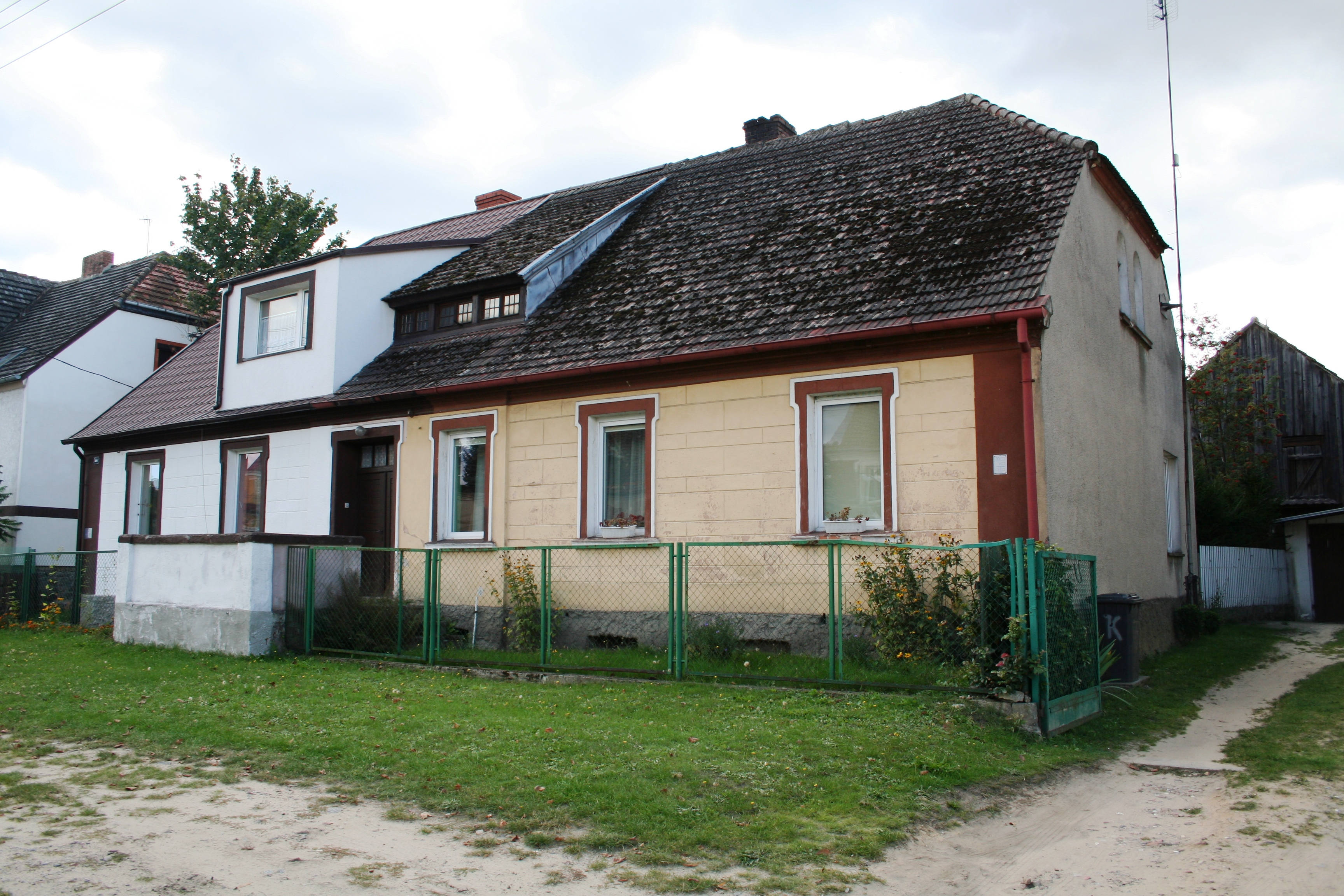
Antigo prédio do escritório do comandante da Forças de Proteção de Fronteira